# Charles W. Fisher
Pour les articles homonymes, voir Charles Fisher et Fisher.
Charles Wellington Fisher (4 août 1866-5 mai 1919) est un homme politique provincial canadien des Territoires du Nord-Ouest et de l'Alberta. Il est le premier président de l'Assemblée législative de l'Alberta (en)

## Biographie
Né à Hyde Park en Ontario, Fisher s'installe à Cochrane en 1899 où il devient marchand. Il épouse une nièce de la famille Carling (des brasseries Carling) et lui promettant qu'ils vivront dans un château. Il construit alors un manoir à Cochrane en 1908 qui deviendra Just Home Guest Ranch en 1931 et qui sera par la suite donné aux franciscains en 1948,.
En janvier 1903, Arthur Lewis Sifton, alors membre de l'Assemblée législative des Territoires du Nord-Ouest dans la circonscription de Banff (en), démissionne pour devenir procureur général du territoire. Fisher est élu à la faveur de l'élection partielle qui est alors organisée.
Siégeant alors dans la circonscription ténoise dans une assemblée non partisane, le territoire de la nouvelle circonscription devient partie intégrante de l'Alberta en 1905. Se présentant aux premières élections et celles-ci étant partisanes, il s'aligne avec les libéraux. Fisher est élu face au conservateur Robert Brett, lui-même étant son prédécesseur dans Banff de 1891 à 1899.
Étant membre d'un gouvernement fortement majoritaire, 23 sièges sur les 25, en plus d'être l'un des membres disposant d'une expérience parlementaire et également d'avoir défait Brett qui était considéré comme un opposant sérieux, il est élu comme premier président de l'Assemblée législative de l'Alberta (en) en mars 1906. Réélu dans Cochrane (en) en 1909, 1913 et 1917, il demeure président après chaque élection. Durant ses mandat, il eut à présider la chambre durant le scandale Alberta and Great Waterways Railway (en) où il dû réprimer le futur premier ministre Charles Stewart qui tentait de colporter une rumeur scandaleuse à propos du ministre libéral John Robert Boyle (en).
Fisher meurt en fonction en mai 1919 des suites de complications liées à la grippe espagnole. Son siège laissé vacant est par la suite remporté par Alexander Moore (en) devenant le premier député élu sous la bannière United Farmers of Alberta.